# Gamezebo
Gamezebo — веб-сайт, посвящённый индустрии мобильных игр.

## История
Сайт был основан в 2006 году Джоэлом Броди, бывшим руководителем отдела развития бизнеса Yahoo! Games. По сообщениям The New York Times на 2010 год он набирал 3,5 миллионов просмотров страниц в месяц. В марте 2016 года сайт был приобретён компанией iWin.

## Награды и номинации
В 2008 году Gamezebo был номинирован на Webby Award в категории «Best Video Games-related website».